# Дая
Дая (IAST: dayā) — санскритский термин, означающий «милосердие», «милость», «сострадание», «стремление помочь всем страждущим». В индийских религиях дая считается одним из «божественных качеств» и одной из основных добродетелей.
В индуизме дая является одной из четырёх основ брахманической культуры наряду с тапасом (аскетичностью), сатьей (правдивостью) и шаучам (чистотой). В 11-й главе 7-й песни «Бхагавата-пураны» Нарада, рассказывая Юдхиштхире о религиозных принципах, которым должен следовать человек, упоминает 30 добродетелей, которые следует обрести «любому, кто родился человеком». Нарада утверждает, что «Этого будет достаточно, чтобы удовлетворить Верховную Личность Бога» Первые четыре из перечисленных Нарадой добродетелей — это сатья, дая, тапас и шаучам. В 17-й главе 1-й песни «Бхагавата-пураны» дая описывается как один из столпов религии — одна из четырёх ног быка, олицетворяющего дхарму.
В сикхизме дая выступает как одно из основных понятий — это наивысшее из пяти качеств, которые каждый сикх должен пытаться развить в своём характере и на которые необходимо медитировать во время декламации гимнов сикхских гуру «Гурбани». Важность достижения этого качества подчёркивается в священном писании сикхов «Гуру Грантх Сахибе».
Дая означает чувствовать и принимать боль и страдания других живых существ как свои собственные. Тот, кто обладает качеством дайи, при виде страданий других немедленно начинает сострадательно действовать с целью помочь страждущему. Дая противопоставляется химсе (насилию). Гуру Нанак говорил, что тот, кто развил в себе это качество, «предпочитает умереть сам, нежели быть причиной смерти других». В этике сикхизма, дая является одной из базовых моральных предпосылок. В сикхизме, Бог и гуру являются даял пуракх («сострадательными личностями») и бакхасанд («всепрощающими»).